# Rue de la Prairie-d'Aval
La rue de la Prairie-d'Aval est une voie publique de Nantes, en France.

## Situation et accès
Située dans le quartier Île de Nantes, longue d'environ 200 m, elle relie la place Victor-Mangin (au débouché du boulevard Victor-Hugo) à la rue René-Mouchotte. Elle croise la rue René-Peigné et la rue Jacques-Chambon. La rue de la Prairie-d'Aval est bitumée et ouverte à la circulation automobile.

## Origine du nom
La prairie d'Aval forme, avec la prairie d'Amont, l'ancienne île Vertais, aujourd'hui unie à l'île de Nantes.

## Historique
Elle a peut-être également porté le nom de « rue d'Abas ».
Le nom de « rue de la Prairie-d'Aval » était autrefois portée par la rue René-Peigné jusqu'au 28 décembre 1950,, dont l'actuelle « rue de la Prairie-d'Aval » n'est qu'un prolongement.
Cette voie apparaît dans la « nomenclature des rues de Nantes » de 1818. Elle reliait le « quai de la Brasserie », ancien quai de Nantes longeait la boire des Récollets, entre l'extrémité sud du pont des Récollets et la rue de la Prairie-d'Aval,,.
Après la promulgation de la loi Guizot, la municipalité nantaise est tenue d'ouvrir une école municipale, mutuelle et gratuite pour les garçons. Elle choisit de le faire à l'écart du centre-ville, « rue Petit-Pierre », en fait à l'extrémité sud de la rue de la Prairie-d'Aval, dans des bâtiments loués par la ville. Cette école, qui peut accueillir 200 élèves, est transférée en 1869 dans la toute nouvelle école communale Beauséjour (dans la rue du même nom, devenue depuis rue Alexandre-Fourny).
Le 2 janvier 1872, une école communale de fille (dite « école Prairie-d'Aval », « école des Ponts » ou « école Petit-Pierre ») occupe les locaux à son tour. En 1874, elle accueille 240 élèves réparties dans 4 classes.
Dans les années 1880, la rue de la Prairie-d'Aval est prolongée par une nouvelle voie à son extrémité sud-est qui lui est perpendiculaire formant désormais un « L ».
Dans un rapport scolaire de 1913, il est indiqué que le nom de « rue Petit-Pierre » s'étendait jusqu'à l'école des filles : « l'établissement était situé, dès sa fondation, rue Petit-Pierre, rue nouvellement dénommée Prairie-d'Aval, parce que de nouvelles percées, en la sectionnant, l'ont rendue perpendiculaire et parallèle tout à la fois à la rue Petit-Pierre, dont elle était jadis le prolongement ». Or aucun document n'indique cet historique, d'autant que le plan de la ville dressé Louis Amouroux en 1854 démontre que la « rue de la Prairie-d'Aval » et la « rue Petit-Pierre » sont bien deux voies distinctes près de vingt ans avant la fondation de l'école.
Vétuste, l'école des filles est reconstruite en 1908, mais détruite lors des bombardements alliés de la Seconde Guerre mondiale. L'école est détruite.
Après la guerre, le quartier est remodelé : si la partie nord devient la rue René-Peigné, la partie sud-est de la rue est prolongée vers l'ouest et garde le nom de « rue de la Prairie-d'Aval ».

## Voies liées

### Rue Jacques-Chambon
Cette artère débute rue Maurice-Daniel pour ce terminer rue de la Prairie-d'Aval.
Elle a reçu sa dénomination après délibération du conseil municipal du 28 décembre 1950, et rendait hommage à Jacques Chambon (1903-1949), un adjoint au maire de Nantes Henry Orrion qui se tua dans un accident d'avion qui pilotait lui-même.

### Rue René-Mouchotte
Cette artère débute en impasse sur les bords de Loire, rencontre la rue de la Prairie-d'Aval et ce terminer rue Maurice-Daniel.
Elle a reçu sa dénomination après délibération du conseil municipal du 28 décembre 1950, et rend hommage à l'aviateur René Mouchotte abattu le 27 août 1943 au-dessus de la Manche.